# 배트맨: 아캄 습격
《배트맨: 아캄 습격》(영어: Batman: Assault on Arkham)은 배트맨과 수어사이드 스쿼드를 소재로 한 2014년 애니메이션 영화로, 《배트맨: 아캄 어사일럼》을 위시한 '아캄 시리즈'의 스핀오프 작품이다.

## 성우진
- 케빈 콘로이 - 배트맨 / 브루스 웨인
- 닐 맥도너 - 데드샷 / 플로이드 로턴
- 힌든 월치 - 할리 퀸 / 닥터 할린 퀸젤
- 매슈 그레이 구블러 - 리들러 / 에드워드 니그마
- 트로이 베이커 - 조커
- C. C. H. 파운더 - 어맨다 월러
- 그레그 엘리스 - 캡틴 부메랑 / 조지 하크니스
- 잔카를로 에스포시토 - 블랙 스파이더 / 에릭 니덤
- 존 디마지오 - 킹 샤크 / 나나우에
- 제니퍼 헤일 - 킬러 프로스트 / 루이즈 링컨
- 놀런 노스 - KG비스트 / 아나톨리 크냐셰프, 펭귄 / 오즈월드 코플팟
- 에릭 바우자 - 경호요원
- 크리스 콕스 - 제임스 고든 서장
- 마틴 자비스 - 알프레드 페니워스
- 피터 제섭 - 수색대장
- 크리스천 랜즈 - 스케어크로 / 조너선 크레인, 재즈 / 빅터 재즈
- 앤드리아 로마노
- 트래비스 윌링햄
- 믹 윙거트